# TSB Heilbronn-Horkheim
Der TSB Heilbronn-Horkheim (TSB Horkheim, Turn- und Sängerbund Horkheim) ist ein Handballverein im Heilbronner Stadtteil Horkheim. 

## Geschichte
Der Handballverein TSB Heilbronn-Horkheim ist der sportlich erfolgreichste Zweigverein des Gesamtvereins TSB Horkheim. 
Der Verein wurde als Handballabteilung des damaligen Turnvereins 1931 gegründet. Zunächst diente mangels eines geeigneten Spielplatzes die Tuchbleich, ein Wäschetrockenplatz, als Trainingsplatz. Die ersten Freundschaftsspiele trug der junge Verein auf dem Platz des benachbarten TV Sontheim aus. In Eigenleistung der Vereinsmitglieder entstand 1932 in Horkheim dann ein eigener Spielplatz. Bereits in der Saison 1933/34 stieg die Mannschaft in die Kreisklasse I auf. 1938/39 verfehlte die Mannschaft knapp den Aufstieg in die Bezirksliga. 
Nach dem Zweiten Weltkrieg stieg die 1. Mannschaft dann 1948/49 in die Bezirksliga auf, während die A-Jugend die Endrunde der württembergischen Meisterschaft erreichte. 1950/51 stieg die Mannschaft in die Landesliga auf, während die A-Jugend in den 1950er Jahren zwei Mal württembergischer Vizemeister wurde. 1962 wurde der frühere Nationalspieler Werner Gölkel als Trainer verpflichtet. Unter seiner Leitung wurde die Mannschaft württembergischer Feldhandball-Meister und stieg in die süddeutsche Oberliga auf. Der damalige Torjäger Herbert Hönnige wurde in die Nationalmannschaft berufen, wechselte dann jedoch zur SG Leutershausen. Auch Trainer Gölkel verabschiedete sich 1965 von der Mannschaft, die ihren Platz in der Oberliga nicht verteidigen konnte.
In den frühen 1970er Jahren bemühte man sich um bessere Leistungen des zurückgefallenen Vereins. Zu den ergriffenen Maßnahmen gehörte u. a. der Abriss von drei Altgehöften in Horkheim durch Vereinsmitglieder, um der Mannschaft eine Tunesienreise zur Förderung der Kameradschaft zu ermöglichen. 1971 erhielt der Verein von der Gemeinde Horkheim eine neue Sportanlage. Nach der Eingemeindung Horkheims nach Heilbronn wurde 1975 außerdem die Stauwehrhalle fertiggestellt, in der künftig der Trainingsbetrieb stattfand.
In der Spielzeit 1992/93 gelang der 1. Männermannschaft des TSB der Aufstieg in die damalige Südstaffel der 2. Handball-Bundesliga, allerdings konnte die Mannschaft die Klasse nicht halten und spielte in den folgenden Jahren wieder in der Regionalliga Süd oder in der Oberliga Baden-Württemberg. In der Spielzeit 2007/08 gelang der Aufstieg in die Regionalliga Süd, und in der Saison 2009/10 qualifizierte sich der TSB als Vizemeister für die neue 3. Liga. In der folgenden Spielzeit 2010/11 wurde der TSB Vizemeister der 3. Liga und wurde HVW-Pokalsieger.
Die größten Erfolge in der Jugend wurden in der Saison 2014/2015 gefeiert. Die männliche A-Jugend gewann die Württembergische Meisterschaft und siegte im Finale um den Baden-Württemberg-Pokal. Trainer der Meistermannschaft waren Jochen Lombacher und Dieter Kachelmuss. Das Team erhielt für die Leistung eine Auszeichnung der Stadt Heilbronn.
In der Folgesaison 2015/2016 konnte sich der nächste Jahrgang erfolgreich für die Jugend-Bundesliga Süd qualifizieren. Dort wurde unter dem Trainerduo Peter Baumann und Freddy Griesbach der 6. Platz erreicht.
Nach der vorzeitigen Beendigung des regulären Spielbetriebs in der Spielzeit 2020/2021 der 3. Liga aufgrund der COVID-19-Pandemie in Deutschland nutzte der Verein die Möglichkeit, sich für die außerordentliche Aufstiegsrunde zur 2. Handball-Bundesliga anzumelden; zum Aufstieg reichte es allerdings nicht.

## Geschichte des Gesamtvereins
Der Gesamtverein TSB Horkheim (Turn- und Sängerbund Horkheim) ist ein traditionsreicher Sport- und Musikverein in Horkheim mit fast 1500 Mitgliedern (Stand 2014).
Die Geschichte des Vereins geht zurück bis in das Jahr 1859, als der Sängerbund Horkheim gegründet wurde, die Gründung des Turnvereins Horkheim folgte 1895. 1934 vereinigten sich die beiden Vereine zum Turn- und Sängerbund Horkheim.

### Zweigvereine
1993 wurden die Abteilungen des Gesamtvereins mit den Zielen, „einerseits [...] die Strukturen des Vereins übersichtlicher [zu gestalten ...], zugleich aber das historisch gewachsene Bewußtsein der Zusammengehörigkeit aller Abteilungen des TSB Horkheim [zu bewahren]“, zu Zweigvereinen verselbständigt.
Seither bestehen die folgenden Zweigvereine:
- TSB Heilbronn-Horkheim Handball e. V.
- TSB Sängerbund Horkheim e. V.
- TSB Musikverein Horkheim e. V.
- TSB Schützenverein Horkheim e. V.
- TSB Tanzclub Rubin e. V.
- TSB Tischtennis Horkheim e. V.
- TSB Tennisclub Horkheim e. V.
- TSB Turnverein Horkheim 1895 e. V.

### Bekannte ehemalige Trainer
- Traian Dumitru
- Vasile Oprea